# Mañana Express
Mañana Express es un programa de televisión colombiano de tipo magazín y sátira colombiano que se emite de lunes a viernes de 7:30 a. m. a 9:30 a. m. (GMT-5) en el Canal RCN.
El programa se lanzó el 15 de junio de 2021 en simultáneo con el matinal Buen día, Colombia.
Entre sus inicios fueron presentados por Mauricio Vélez, Ana Karina Soto, José Fernando Neira, Juan Eduardo Jaramillo y Andrea Jaramillo posteriormente ingresan Yalena Jácome, Frank Martínez , Carlos Marín Escobar, Sandra Bohórquez y el humorista Germán Castellanos a hacer entrevistas a artistas, políticos deportistas y famosos. En diciembre de 2021 renuncia Frank por cuestiones de salud y en 2022 se incluye en su contenido historias y reportajes de noticias.

## Presentadores

### Actuales
- Ana Karina Soto (2021-actual)
- Carlos Marín Escobar (2021-actual)
- Sandra Bohórquez (2022-actual)
- José Fernando Neira  (2021-actual)
- Germán Castellanos (2021-2022) (2023-actual)
- Sandra Vélez (2023-actual)
- Yéner Bedoya (2023-actual)
- María Fernanda Díaz (2024-2025)
- Daniela Galvis (2025-actual)

### Anteriores
- Mauricio Vélez (2021-2023)
- Juan Eduardo Jaramillo  (2021-2023) - reemplazos-
- Andrea Jaramillo Char (2021)
- Maritza Aristizábal (2021-2022) -reemplazos-
- Frank Martínez (2021)
- Rossy Lemos (2022) -reemplazos-
- Yalena Jácome (2021-2023)
- Viviana Llorente (2022-2023) - reemplazos-
- Estiwar G (2023)
- Alejandra Serje (2023)
- Carolina Araújo (2023-2024)